# Fines, Spania
Fines este o municipalitate și un oraș din provincia Almería, Andaluzia, Spania, cu o populație de 2.032 de locuitori.